# Theope theritas
Theope theritas är en fjärilsart som beskrevs av William Chapman Hewitson 1860. Theope theritas ingår i släktet Theope och familjen Riodinidae. Inga underarter finns listade i Catalogue of Life.

## Bildgalleri

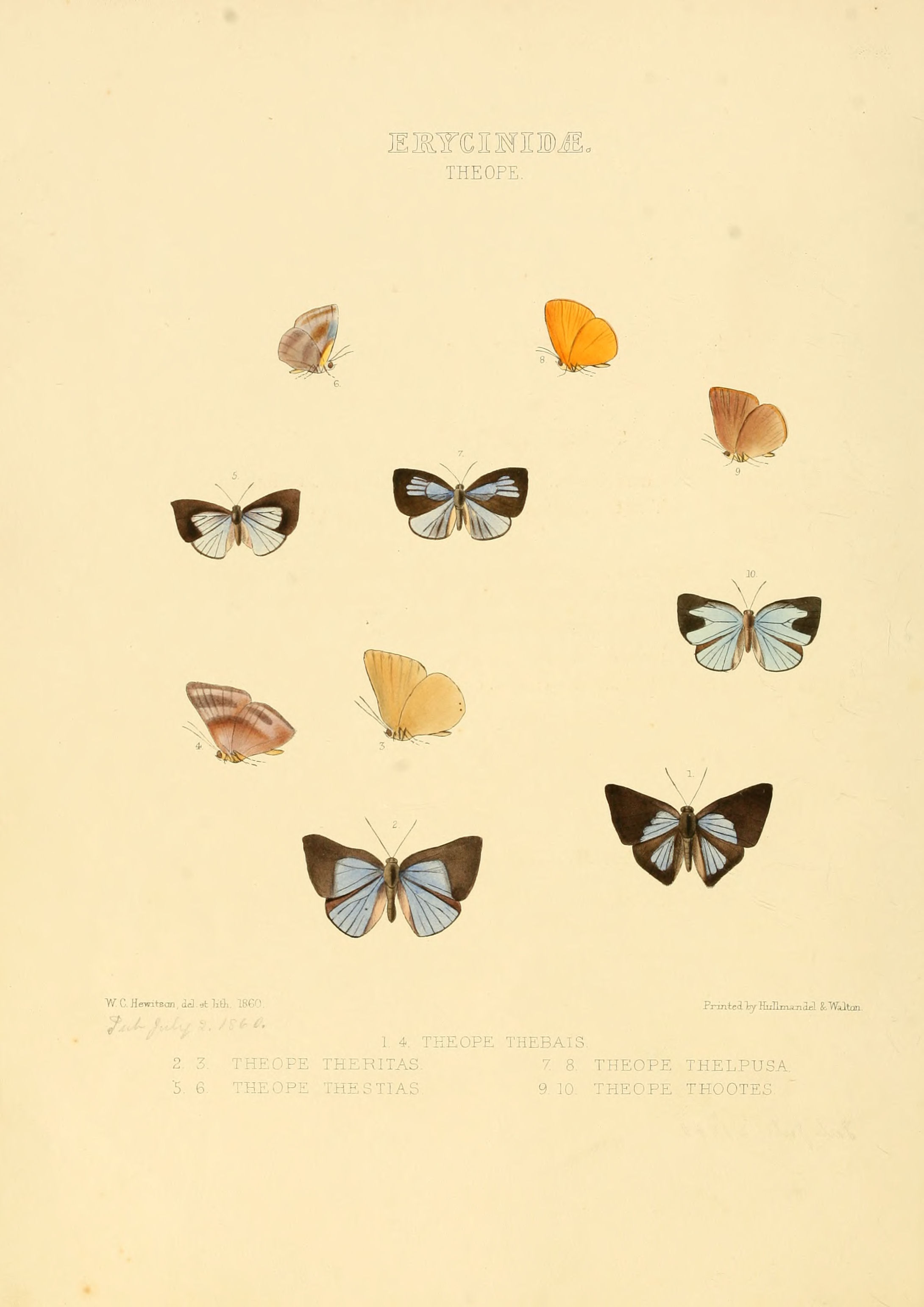